# Прибільський (Кармаскалинський район)
Прибі́льський (рос. Прибельский, башк. Прибельский) — село у складі Кармаскалинського району Башкортостану, Росія. Адміністративний центр Прибільської сільської ради.
Населення — 4859 осіб (2010; 4959 в 2002).
Національний склад:
- башкири — 86 %